# Gunther Tebner
Gunther Teubner (Herrnhut, 30 de abril de 1944) é um sociólogo alemão. É um jurista, professor de direito civil, sociologia e filosofia do direito em Frankfurt e Bremen (Alemanha).